# Olympische Sommerspiele 2024/Teilnehmer (Sambia)
| Gelbes Symbol für Goldmedaillen mit stilisierten Olympischen Ringen | Graues Symbol für Silbermedaillen mit stilisierten Olympischen Ringen | Braundes Symbol für Bronzemedaillen mit stilisierten Olympischen Ringen |
| ------------------------------------------------------------------- | --------------------------------------------------------------------- | ----------------------------------------------------------------------- |
| —                                                                   | —                                                                     | 1                                                                       |

Sambia nahm an den Olympischen Spielen 2024 vom 26. Juli bis zum 11. August 2024 in Paris mit 29 Athleten (7 Männer, 22 Frauen) teil. Es war die insgesamt 15. Teilnahme an Olympischen Sommerspielen.

## Medaillen

### Medaillenspiegel
| Rang   | Sportart       | Gold | Silber | Bronze | Gesamt |
| ------ | -------------- | ---- | ------ | ------ | ------ |
| 1      | Leichtathletik | –    | –      | 1      | 1      |
| Gesamt | Gesamt         | 0    | 0      | 1      | 1      |

### Medaillengewinner
| Name/n           | Sportart       | Wettkampf |
| ---------------- | -------------- | --------- |
| Bronze           |                |           |
| Muzala Samukonga | Leichtathletik | 400 m     |

## Teilnehmer nach Sportarten

### Boxen
Beim afrikanischen Qualifikationsturnier in Dakar sicherte sich Patrick Chinyemba einen Startplatz im Fliegengewicht der Männer bei den Olympischen Spielen. Zudem erhielt Margret Tembo eine Wildcard im Halbfliegengewicht der Frauen.
| Athleten          | Wettbewerb       | 1. Runde     | 1. Runde | Achtelfinale  | Achtelfinale  | Viertelfinale | Viertelfinale | Halbfinale    | Halbfinale    | Finale        | Finale        | Rang |
| Athleten          | Wettbewerb       | Gegner       | Ergebnis | Gegner        | Ergebnis      | Gegner        | Ergebnis      | Gegner        | Ergebnis      | Gegner        | Ergebnis      | Rang |
| ----------------- | ---------------- | ------------ | -------- | ------------- | ------------- | ------------- | ------------- | ------------- | ------------- | ------------- | ------------- | ---- |
| Frauen            |                  |              |          |               |               |               |               |               |               |               |               |      |
| Margret Tembo     | Klasse bis 50 kg | P. Kaivo-oja | 0:5      | ausgeschieden | ausgeschieden | ausgeschieden | ausgeschieden | ausgeschieden | ausgeschieden | ausgeschieden | ausgeschieden | 17   |
| Männer            |                  |              |          |               |               |               |               |               |               |               |               |      |
| Patrick Chinyemba | Klasse bis 51 kg | —            | —        | A. Panghal    | 4:1           | D. de Pina    | 0:5           | ausgeschieden | ausgeschieden | ausgeschieden | ausgeschieden | 5    |

### Fußball
Durch einen Sieg in der Verlängerung in der letzten Runde des afrikanischen Qualifikationsturniers gegen Marokko qualifizierten sich Sambias Fußballerinnen für das olympische Turnier.
| Wettbewerb      | Frauen |
| --------------- | --- |
| Athleten        | Barbra Banda (3/4) Diana Banda (0/0) Grace Chanda (1/0) Hellen Chanda (3/0) Rhoda Chileshe (1/0) Prisca Chilufya (3/0) Avell Chitundu (1/0) Racheal Kundananji (3/2) Ochumba Lubandji (1/0) Esther Muchinga (1/0) Kabange Mupopo (3/0) Ngambo Musole (3/0/) Catherine Musonda (0/0) Lushomo Mweemba (3/0) Esther Siamfuko (3/0) Martha Tembo (3/0) Misozi Zulu (1/0) Pauline Zulu (2/0) |
| Trainer         | Bruce Mwape |
| P-Akkreditierte | Racheal Nachula (2/0) Vast Phiri Eunice Sakala Mary Wilombe(1/0) |
| Gruppenphase    | Vereinigte Staaten (0:3) Australien (5:6) Deutschland(1:4) |
| Viertelfinale   | ausgeschieden |
| Halbfinale      | ausgeschieden |
| Finale          | ausgeschieden |
| Rang            | 12 |

### Judo
Über die IJF-Weltrangliste konnte sich ein sambischer Judoka im Superleichtgewicht der Männer qualifizieren.
| Athleten   | Wettbewerb       | 1. Runde  | 1. Runde | 2. Runde | 2. Runde | Achtelfinale  | Achtelfinale  | Viertelfinale | Viertelfinale | Halbfinale / Trostrunde | Halbfinale / Trostrunde | Finale / Platz 3 | Finale / Platz 3 | Rang |
| Athleten   | Wettbewerb       | Gegner    | Ergebnis | Gegner   | Ergebnis | Gegner        | Ergebnis      | Gegner        | Ergebnis      | Gegner                  | Ergebnis                | Gegner           | Ergebnis         | Rang |
| ---------- | ---------------- | --------- | -------- | -------- | -------- | ------------- | ------------- | ------------- | ------------- | ----------------------- | ----------------------- | ---------------- | ---------------- | ---- |
| Männer     |                  |           |          |          |          |               |               |               |               |                         |                         |                  |                  |      |
| Simon Zulu | Klasse bis 60 kg | Kim W.-j. | 0s4:10   | —        | —        | ausgeschieden | ausgeschieden | ausgeschieden | ausgeschieden | ausgeschieden           | ausgeschieden           | ausgeschieden    | ausgeschieden    | 17   |

### Leichtathletik
Die Olympianormen des Weltverbandes konnte Muzala Samukonga über die 400 Meter erreichen.
Laufen und Gehen
| Athleten                                                              | Wettbewerb | Vorlauf     | Vorlauf | Halbfinale | Halbfinale | Finale      | Finale | Rang   |
| Athleten                                                              | Wettbewerb | Zeit        | Rang    | Zeit       | Rang       | Zeit        | Rang   | Rang   |
| --------------------------------------------------------------------- | ---------- | ----------- | ------- | ---------- | ---------- | ----------- | ------ | ------ |
| Männer                                                                |            |             |         |            |            |             |        |        |
| Muzala Samukonga                                                      | 400 m      | 44,56 s     | 1       | 43,81 s    | 2          | 43,74 s     | 3      | Bronze |
| Kennedy Luchembe David Mulenga Patrick Kakozi Nyambe Muzala Samukonga | 4 × 400 m  | 3:00,08 min | 5       | —          | —          | 3:02,76 min | 8      | 8      |

### Schwimmen
| Athleten        | Wettbewerb    | Vorlauf | Vorlauf | Halbfinale    | Halbfinale    | Finale        | Finale        | Rang |
| Athleten        | Wettbewerb    | Zeit    | Rang    | Zeit          | Rang          | Zeit          | Rang          | Rang |
| --------------- | ------------- | ------- | ------- | ------------- | ------------- | ------------- | ------------- | ---- |
| Frauen          |               |         |         |               |               |               |               |      |
| Mia Phiri       | 50 m Freistil | 26,49 s | 32      | ausgeschieden | ausgeschieden | ausgeschieden | ausgeschieden | 32   |
| Männer          |               |         |         |               |               |               |               |      |
| Damien Shamambo | 50 m Freistil | 24,09 s | 48      | ausgeschieden | ausgeschieden | ausgeschieden | ausgeschieden | 48   |